# Johnny Hallyday Live à l'Olympia 1965 / 1966
Lives par Johnny Hallyday
Johnny Hallyday Live à l'Olympia 1965 / 1966 est un double CD qui regroupe deux enregistrements en public de Johnny Hallyday à l'Olympia de Paris restés à l'époque inédits. Il sort le 28 mars 2011 dans la collection officielle 50 Ans De Carrière - 50 Albums De Légende. Les captations de chacun des deux récitals proviennent des diffusions en direct sur Europe N°1 lors de Musicorama, enregistrées le 25 novembre 1965 (CD1) et le 18 octobre 1966 (CD2).

## Autour de l'album
Références originales :
- Double CD Universal 277 186-6 Musicorama Europe 1 live à l'Olympia 1965 / 1966 :

CD 1 277 049-8 Olympia 1965

CD 2 277 050-9 Olympia 1966.
Rééditions
2019 :
- Coffret 7 doubles 33 tours Universal Olympia Story 1961-2000 538 9390 :

Double 33 tours 538 9394 Olympia 1965 - Musicorama Europe 1 25 novembre 1965

Double 33 tours 5389395 Olympia 1966 - Musicorama Europe 1 18 octobre 1966.
- Coffret 18 CD - 2 DVD Universal Olympia Story 1961-2000 538 9367 :

CD 538 9376 Olympia 1965 - Musicorama Olympia 25 novembre 1965

CD 538 9377 Olympia 1966 - Musicorama Olympia 18 octobre 1966.

## Titres
- CD1 Olympia 1965

| 1.  | Medley : Pour moi la vie va commencer Retiens la nuit Les mauvais garçons La bagarre (Trouble) Pas cette chanson (Don't Play That Song (You Lied)) Elle est terrible (Somethin' Else) Tes tendres années (Tender Years) Souvenirs, souvenirs (Souvenirs) | Jean-Jacques Debout Charles Aznavour Ralph Bernet Vline Buggy (adaptation) Ralph Bernet (adaptation) Jil et Jan (adaptation) Ralph Bernet (adaptation) Fernand Bonifay (adaptation) | Jean-Jacques Debout Georges Garvarentz Johnny Hallyday Ferry Leiber, Mike Sioller Ahmet Ertegün, Betty Nelson Sharon Sheeley, Bob Cochran D. Edouards Cy Cohen | 4:12 |
| 2.  | Tu oublieras mon nom | Gilles Thibaut | Johnny Hallyday | 2:30 |
| 3.  | Un ami ça n'a pas de prix | Ralph Bernet | Louis Greco | 2:42 |
| 4.  | Toi qui t'en vas | Gilles Thibaut | Johnny Hallyday | 3:23 |
| 5.  | Pour moi tu es la seule (Sweet Lovin' Mamma) | Georges Aber (adaptation) | Johnny Watson | 3:27 |
| 6.  | Mon anneau d'or | Gilles Thibaut | Johnny Hallyday | 2:57 |
| 7.  | Ne joue pas ce jeu-là | Gilles Thibaut | Johnny Hallyday | 1:54 |
| 8.  | Le diable me pardonne | Gilles Thibaut | Johnny Hallyday | 2:37 |
| 9.  | Quand revient la nuit (Mr. Lonely) | Georges Aber (adaptation) | Bobby Vinton, Gene Allan | 2:13 |
| 10. | Mes yeux sont fous (I Must Be Seeing Things) | Gilles Thibaut (adaptation) | Alan Al Kooper, Bob Brass, Irvin Levine | 2:12 |
| 11. | Les monts près du ciel (Mountain of Love (en)) | Hubert Wayaffe (adaptation) | Harold Dorman (en) | 2:50 |
| 12. | Le pénitencier (The House of the Rising Sun) | Hugues Aufray, Vline Buggy (adaptation) | Alan Price | 4:02 |
| 13. | Reviens donc chez nous (Bring It On Home To Me) | Georges Aber (adaptation) | Sam Cooke | 3:25 |
| 14. | I've Got Money | James Brown | James Brown | 4:43 |

- CD2 Olympia 1966

| 1.  | Les coups (Uptight (Everything's Alright))                                     | Georges Aber (adaptation)                 | Henry Cosby, Sylvia Rose Moy, Steveland Morris Judkins | 2:47 |
| 2.  | Maintenant ou jamais (If You Gotta Go, Go Now)                                 | Gilles Thibaut (adaptation)               | Bob Dylan                                              | 3:36 |
| 3.  | La fille à qui je pense                                                        | Ralph Bernet                              | Johnny Hallyday, Jacques Revaux                        | 2:48 |
| 4.  | Je veux te graver dans ma vie (Got to Get You into My Life)                    | Long Chris (adaptation)                   | John Lennon, Paul Mc Cartney                           | 3:43 |
| 5.  | Je l'aime (Girl)                                                               | Vline Buggy, Hugues Aufray (adaptation)   | John Lennon, Paul Mc Cartney                           | 2:27 |
| 6.  | La génération perdue                                                           | Long Chris                                | Johnny Hallyday                                        | 2:58 |
| 7.  | Je me suis lavé les mains dans une eau sale (I Washed My Hands in Muddy Water) | Long Chris (adaptation)                   | Joe Babcock                                            | 2:36 |
| 8.  | On s'est trompé                                                                | Ralph Bernet                              | Mick Jones, Tommy Brown                                | 2:30 |
| 9.  | Quand un homme perd ses rêves (When a Man Loves a Woman)                       | Ralp Bernett (adaptation)                 | Calvin Lewis, Andrew Wright                            | 2:43 |
| 10. | Cheveux longs et idées courtes                                                 | Gilles Thibaut                            | Traditionnel                                           | 4:16 |
| 11. | Le pénitencier (The House of the Rising Sun)                                   | Hugues Aufray, Vline Buggy (adaptation)   | Alan Price                                             | 3:54 |
| 12. | Jusqu'à minuit (In The Midnight Hour)                                          | Georges Aber (adaptation)                 | Steve Cropper, Wilson Pickett                          | 4:49 |
| 13. | Confessions                                                                    | Georges Aber, Long Chris, Johnny Hallyday | Georges Aber, Long Chris, Johnny Hallyday              | 4:49 |
| 14. | Noir c'est noir (Black Is Black)                                               | Georges Aber (adaptation)                 | Tony Haynes, Michelle Grainger, Steve Wadey            | 2:18 |

## Musiciens
Olympia 1965
- Guitare : Richard Middleton
- Guitare rythmique : John Taylor
- Basse : Peter Hollis
- Batterie : Andy Steel
- Saxophone : Jean Tosan
- Saxophone : Gérard Pisani
- Claviers : Raymond Donnez
- L'orchestre de l'Olympia dirigé par Eddie Vartan

Olympia 1966
The Blackburds :
- Direction d'orchestre : Mick Jones, Tommy Brown
- Guitare : Mick Jones
- Basse : Gérard Fournier (Papillon)
- Batterie : Tommy Brown
- Piano, orgue : Raymond Donnez
- Trompette : Gilles Pellegrini
- Flûte : Gérard Pisani
- Trombone : Pierre Ploquin
- Trompette, trombone : Jacques Ploquin
- Saxophone ténor et baryton, hautbois : Jean Tosan